# W (Boris)
W è il ventisettesimo album in studio del gruppo musicale giapponese Boris, pubblicato nel 2022.

## Tracce
1. I Want to Go to the Side Where You Can Touch... – 5:24
2. Icelina – 5:18
3. Drowning by Numbers – 4:16
4. Invitation – 2:56
5. The Fallen – 4:30
6. Beyond Good and Evil – 3:51
7. Old Projector – 4:38
8. You Will Know (Ohayo Version) – 9:20
9. Jozan – 1:25

## Formazione
- Takeshi – basso, chitarra, voce
- Wata – voce, chitarra, tastiera, fisarmonica, echo, music box
- Atsuo – batteria, elettronica, percussioni, voce